# Regaloptimierung
Die Regaloptimierung (englisch space management) dient im Handel dazu, in Läden Produkte in Menge und Platzierung so anzuordnen, dass sie einen maximalen Umsatzerlös erwirtschaften.

## Grundlage
Grundlage bilden die folgenden drei Kenngrößen:
- Umsatzbeitrag,
- Deckungsbeitrag,
- Kaufgewohnheiten.

## Ziele
Die Regaloptimierung sorgt dafür, dass in Supermärkten Markenartikel in Sichthöhe platziert und gut erreichbar sind, dazu gehören auch Produkte, die eine hohe Gewinnspanne haben, während Eigenprodukte und Billigwaren in den unteren Ebenen weniger auffällig platziert werden. Berücksichtigt wird weiterhin der prognostizierte Bedarf, um den Warenbestand im Regal optimal anzupassen und Leerverkäufe zu vermeiden. Auch Sortimentszusammenhänge und optische Kriterien werden beachtet. Ferner soll die Regaloptimierung dazu beitragen, dass Regallücken vermieden werden.

## Bereiche
Insgesamt gliedert sich daher eine Regaloptimierung in die drei Bereiche
- Sortimentsoptimierung,
- Bestandsoptimierung,
- Raumoptimierung.

Die Planung des Regallayouts erfolgt bei großen Ketten und ihren Lieferanten häufig unter Zuhilfenahme spezieller Planogramm-Software, die oft auf Algorithmen der linearen Optimierung beruht und auf Datenbanken und Data-Warehouse-Funktionalitäten zurückgreift. Warenteiler dienen zur Unterteilung von Regalen.